# Sex (film)
Sex eller Sex (Drømme) (Kærlighed) er en norsk dramafilm fra 2024, der er instrueret af Dag Johan Haugerud, der også har skrevet manuskriptet. Filmens hovedpersoner er to skorstensfejere fra Oslo, som fortæller hinanden om nogle af deres seksuelle drømme og oplevelser.
Filmen er første del af en trilogi fra Haugerud, der også omfatter filmene Drømme og Kærlighed. Filmene kan dog ses uafhængigt af hinanden, men har overlappende temaer, og enkelte figurer går igen i alle tre film.
Filmen fik verdenspremiere under Filmfestivalen i Berlin i februar 2024. Den fik dansk biografpremiere 15. august samme år.
Filmen vandt flere Amandapriser og desuden Nordisk Råds Filmpris i 2024.

## Handling
Hovedpersonerne er to mandlige norske skorstensfejere i 40'erne. Begge er lykkeligt gift, bor pænt i Oslo og har børn i teenagealderen. Filmen starter med, at den ene ("Afdelingslederen") i en frokostpause fortæller sin kollega om en dejlig drøm, hvor han mødte David Bowie, der betragtede ham, som om han var en kvinde. Hans kollega ("Fejeren") kvitterer med at fortælle, at han dagen inden spontant havde haft sex med en mandlig kunde - uden at han dog opfattede sig selv som spor homoseksuel af den grund. "Man bliver jo heller ikke alkoholiker efter den første øl," som han fortæller sin chokerede kone. For begge mænds vedkommende sætter deres oplevelser tanker i gang, som de hjælper hinanden med at forstå.

## Medvirkende
- Jan Gunnar Røise – Fejeren
- Thorbjørn Harr – Afdelingslederen
- Siri Forberg – Fejerens kone
- Birgitte Larsen – Afdelingslederens kone
- Anne Marie Ottersen – læge

## Del af trilogi
Sex  er første del af en trilogi fra Haugerud, der også omfatter filmene Drømme og Kærlighed. Filmene behandler seksualitet og identitet ud fra tre vidt forskellige Oslo-historier. Hver af filmene har sin egen historie og nye hovedpersoner, men de er bundet sammen af et fælles overordnet tema, foregår i samme miljø i Oslo, og enkelte figurer optræder i alle tre film. Det gælder blandt andet en psykolog, der spilles af Lars Jacob Holm.

## Modtagelse

### Danmark
Filmmagasinet Ekko gav filmen fire ud af seks stjerner og skrev, at man både blev klogere og i godt humør af den norske snakkefilm, og at Haugerud var en næstekærlig kunstner og satiriker med et sikkert blik og små armbevægelser.